# Zyrphelis
 Zyrphelis  Cass., 1829 è un genere di piante angiosperme dicotiledoni della famiglia delle Asteraceae, sottofamiglia Asteroideae, tribù Astereae (Basal grade) e sottotribù Homochrominae.

## Etimologia
Il nome scientifico del genere è stato definito dal botanico Alexandre Henri Gabriel de Cassini (1781-1832) nella pubblicazione " Annales des sciences naturelles; comprenant la physiologie animale et végétale, l’anatomie comparée des deux règnes, la zoologie, la botanique, la minéralogue et la géologie. Paris." (  Ann. Sci. Nat. (Paris) 17: 420) del 1829.

## Descrizione

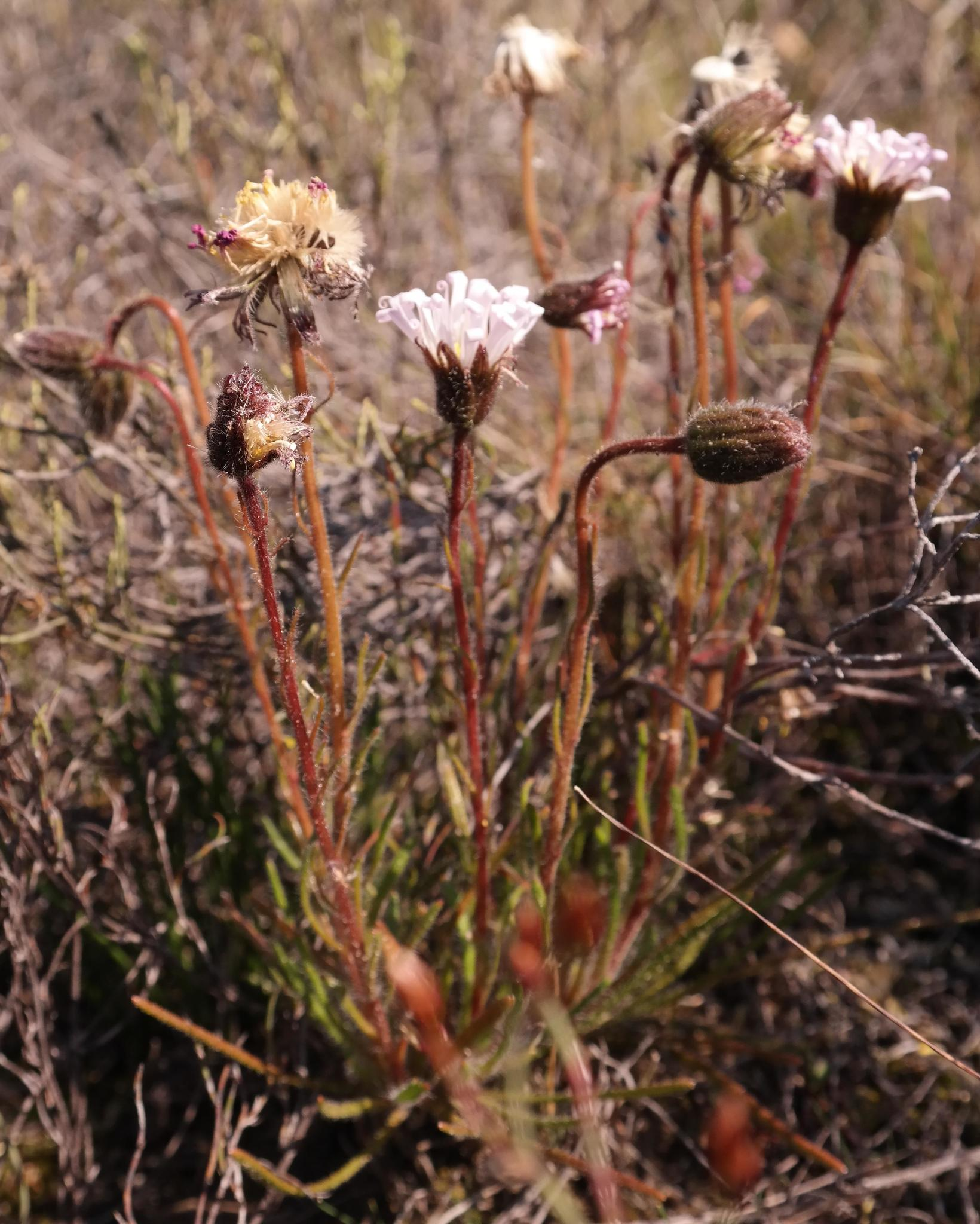
Il portamento
Zyrphelis burchellii

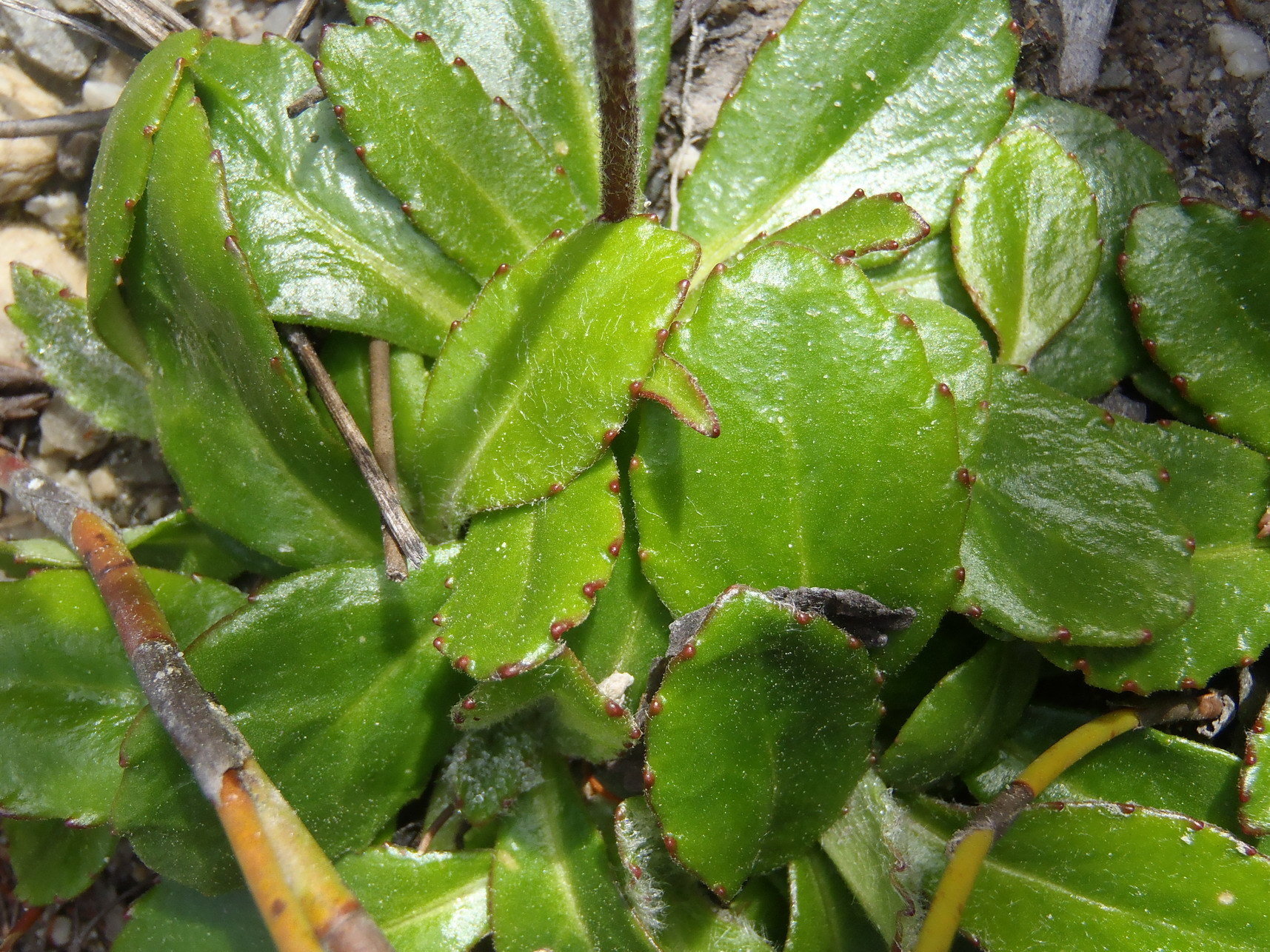
Le foglie
Zyrphelis crenata

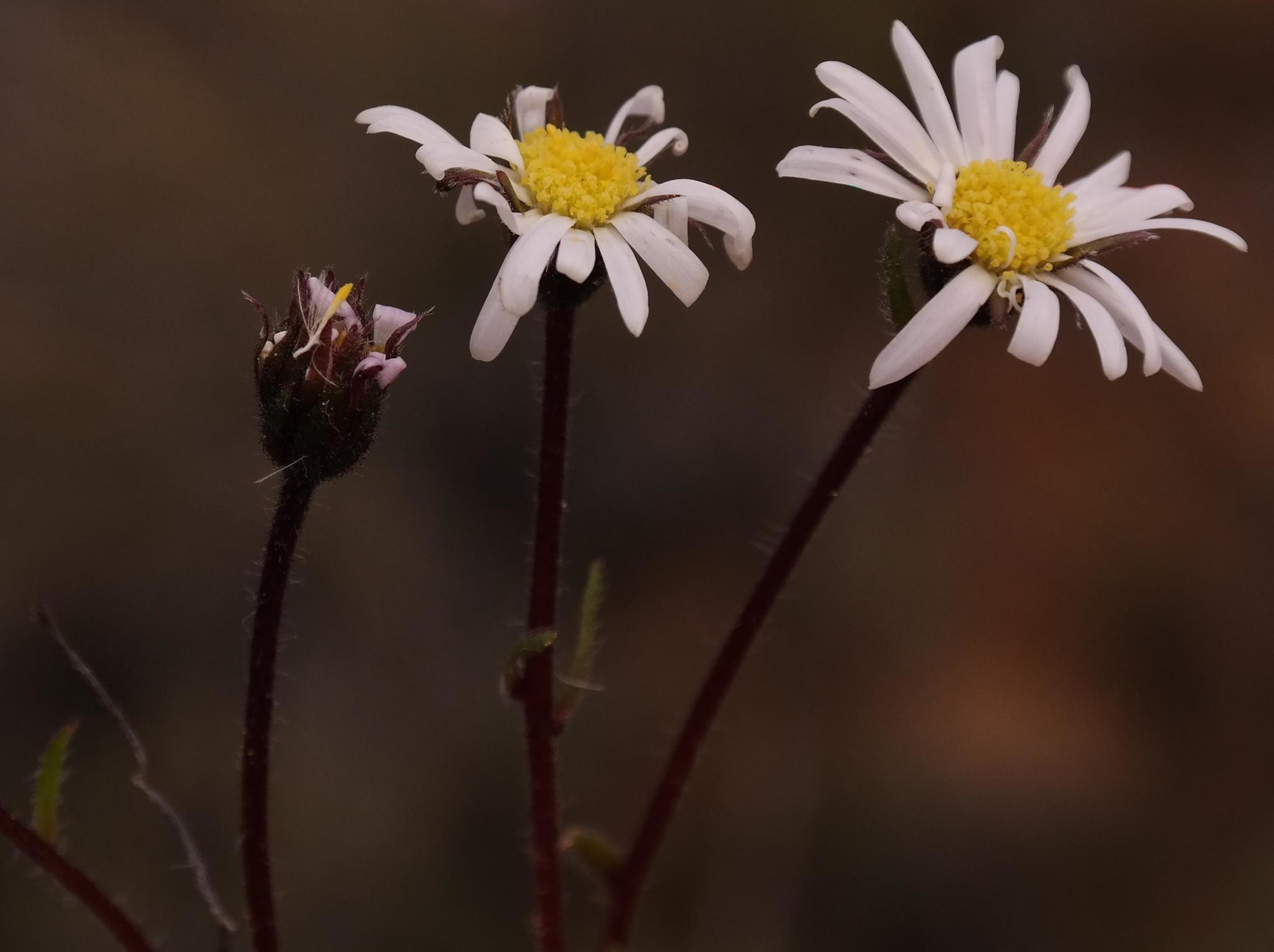
Infiorescenza
Zyrphelis burchellii

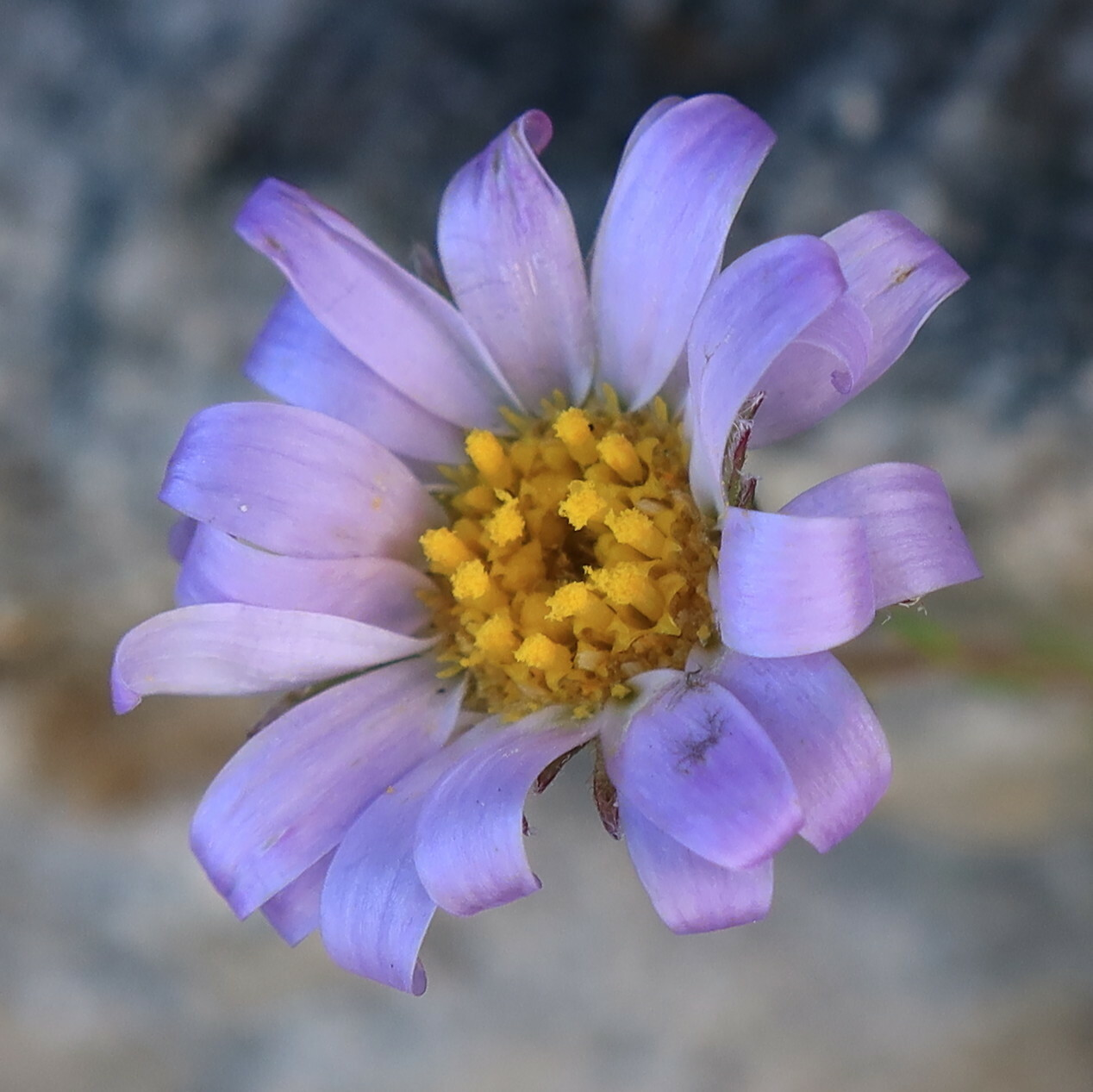
I fiori
Zyrphelis taxifolia

Portamento. Le specie di questo genere sono delle erbe perenne o sub-arbusti.
Fusto. La parte aerea in genere è acaulescente. 
Foglie. Le foglie sono tutte cauline sessili. La lamina è intera con forme lineari.
Infiorescenza. Le sinflorescenze sono solitarie che formate da diversi capolini raccolti in formazioni corimbose. Le infiorescenze vere e proprie sono composte da un capolino lungamente peduncolato di tipo radiato con fiori eterogami. I capolini sono formati da un involucro, con forme da ampiamente campanulate a obconiche, composto da diverse brattee, al cui interno un ricettacolo fa da base ai fiori di due tipi: fiori del raggio e fiori del disco. Le brattee, con forme da ovate a lanceolate, a consistenza erbacea e con bordi scariosi, sono disposte in modo più o meno embricato su 3 serie. Il ricettacolo in genere è nudo ossia senza pagliette a protezione della base dei fiori; la forma è piatta o da convessa a conica.
Fiori.  I fiori sono tetra-ciclici (formati cioè da 4 verticilli: calice – corolla – androceo – gineceo) e pentameri (calice e corolla formati da 5 elementi). Si distinguono in:
- fiori del raggio (esterni): sono femminili e sono disposti su una sola serie; la forma è ligulata (zigomorfa); le ligule sono leggermente attorcigliate;
- fiori del disco (centrali): sono più numerosi con forme tubulose (attinomorfe); sono funzionalmente maschili.

- Formula fiorale:

*/x K {\displaystyle \infty }, [C (5), A (5)], G 2 (infero), achenio
- Calice: i sepali del calice sono ridotti ad una coroncina di squame.

- Corolla: la forma della corolla alla base è più o meno imbutiforme, mentre all'apice è ligulata a 5 (raramente 3) denti (i fiori del raggio) o tubolare con 5 (raramente 4) lobi (i fiori del disco); i lobi, patenti o eretti, hanno una forma deltata o più o meno lanceolata. I colori della corolla sono giallo (i fiori del disco) e bianco o blu (i fiori del raggio).

- Androceo: l'androceo è formato da 5 stami sorretti da filamenti generalmente liberi; gli stami sono connati e formano un manicotto circondante lo stilo; le teche (produttrici del polline) alla base sono troncate e sono lievemente auricolate (molto raramente sono speronate o hanno una coda); le appendici apicali delle antere hanno delle forme piatte e lanceolate; il tessuto endoteciale (rivestimento interno dell'antera) è quasi sempre polarizzato (con due superfici distinte: una verso l'esterno e una verso l'interno). Il polline è sferico con un diametro medio di circa 25 micron;  è tricolporato (con tre aperture sia di tipo a fessura che tipo isodiametrica o poro) ed è echinato (con punte sporgenti).[9][11]

- Gineceo: l'ovario è infero uniloculare formato da 2 carpelli.[5] Lo stilo (il recettore del polline) è profondamente bifido (con due stigmi divergenti) e con le linee stigmatiche marginali separate.[12] I due bracci dello stilo hanno una forma da lanceolata a deltoide e possono essere papillosi o ricoperti da ciuffi di peli.

Frutti. I frutti sono degli acheni con pappo (raramente è assente); in alcune specie è presente un certo dimorfismo (gli acheni dei fiori del raggio differiscono dagli acheni dei fiori del disco);
- achenio: gli acheni, colorati di nero, con forme oblunghe-obovate, sono lateralmente compressi; la superficie è densamente strigosa-sericea per setole filiformi; la parete dell'achenio è formata da celle contenenti rafidi ma prive di fitomelanina; il carpoforo normalmente è anulare; in alcuni casi sulla superficie del frutto sono presenti delle setole con punte a forma di ancora;
- pappo: il pappo, caduco, è formato da una serie di 8 - 12 setole piumose.

## Biologia
Impollinazione: l'impollinazione avviene tramite insetti (impollinazione entomogama tramite farfalle diurne e notturne).

Riproduzione: la fecondazione avviene fondamentalmente tramite l'impollinazione dei fiori (vedi sopra).

Dispersione: i semi (gli acheni) cadendo a terra sono successivamente dispersi soprattutto da insetti tipo formiche (disseminazione mirmecoria). In questo tipo di piante avviene anche un altro tipo di dispersione: zoocoria. Infatti gli uncini delle brattee dell'involucro (se presenti) si agganciano ai peli degli animali di passaggio disperdendo così anche su lunghe distanze i semi della pianta. Inoltre per merito del pappo il vento può trasportare i semi anche a distanza di alcuni chilometri (disseminazione anemocora).

## Distribuzione e habitat
Le specie di questo genere sono distribuite in Angola e Sudafrica.

## Sistematica
La famiglia di appartenenza di questa voce (Asteraceae o Compositae, nomen conservandum) probabilmente originaria del Sud America, è la più numerosa del mondo vegetale, comprende oltre 23.000 specie distribuite su 1.535 generi, oppure 22.750 specie e 1.530 generi secondo altre fonti (una delle checklist più aggiornata elenca fino a 1.679 generi). La famiglia attualmente (2021) è divisa in 16 sottofamiglie; la sottofamiglia Asteroideae è una di queste e rappresenta l'evoluzione più recente di tutta la famiglia.

### Filogenesi
La tribù Astereae (una delle 21 tribù della sottofamiglia Asteroideae) comprende circa 40 sottotribù. In base alle ultime ricerche nella tribù sono stati individuati (provvisoriamente) 5 principali lignaggi:
- Basal grade: include alcuni generi isolati, il gruppo "South American-Oceania",  alcune sottotribù africane e il gruppo dei generi legnosi del Madagascar.
- Bellis lineage: comprende le sottotribù eurasiatiche e una sottotribù africana.
- Aster lineage: include i generi asiatici di Asterinae e i principali gruppi dell'Australia e dell'Oceania.
- Baccharis lineage: include alcuni gruppi sudamericani.
- North American lineage: include la vasta gamma di sottotribù del Nordamerica, Messico e alcuni gruppi distribuiti nel Sudamerica.

Il genere  Zyrphelis (insieme alla sottotribù Homochrominae) è incluso nel Basal grade. In particolare Homochrominae fa parte del sottogruppo relativo agli areali dell'"Africa/Madagascar/Asia sud-est".  La sottotribù è suddivisa in due gruppi: (1) Amellus group: è il gruppo principale (o continentale) e comprende la maggior parte dei generi; (2) Commidendrum group: comprende solamente due generi (Commidendrum - Melanodendron) endemici dell'isola di St. Helena. Il genere di questa voce fa parte del primo gruppo.
I caratteri distintivi del genere di questa voce sono:
- la superficie degli acheni è strigosa-sericea con setole lunghe e filiformi;
- il pappo è composto da 8 - 12 setole.

### Elenco delle specie
Questo genere ha 25 specie:
- Zyrphelis angolensis (Chiov.) G.L.Nesom
- Zyrphelis burchellii  Kuntze
- Zyrphelis capensis  Zinnecker
- Zyrphelis ciliaris (DC.) Zinnecker
- Zyrphelis corymbosa  Kuntze
- Zyrphelis crenata  Kuntze
- Zyrphelis decumbens (Schltr.) G.L.Nesom
- Zyrphelis ecklonis  Kuntze
- Zyrphelis foliosa (Harv.) Kuntze
- Zyrphelis fruticosa (DC.) Zinnecker
- Zyrphelis glabra  Zinnecker
- Zyrphelis glandulosa  Zinnecker
- Zyrphelis gracilis (Less.) Zinnecker
- Zyrphelis graui  Zinnecker
- Zyrphelis leiocarpa (DC.) Zinnecker
- Zyrphelis levis (Bolus) Zinnecker
- Zyrphelis macrocarpa  Zinnecker
- Zyrphelis microcephala  Nees
- Zyrphelis montana (Schltr.) G.L.Nesom
- Zyrphelis monticola (Compton) Zinnecker
- Zyrphelis nervosa  Zinnecker
- Zyrphelis outeniquae (Fourc.) Zinnecker
- Zyrphelis perezioides (Less.) G.L.Nesom
- Zyrphelis spathulata  Zinnecker
- Zyrphelis taxifolia  Nees

### Sinonimi
Sono elencati alcuni sinonimi per questa entità:
- Alairia Kuntze
- Gymnostephium  Less.
- Heteractis  DC.
- Homochroma  DC.